# Spilophorus aurifer
Spilophorus aurifer är en skalbaggsart som beskrevs av John Obadiah Westwood 1874. Spilophorus aurifer ingår i släktet Spilophorus och familjen Cetoniidae. Inga underarter finns listade i Catalogue of Life.